# David VI. Gruzijski
David VI. Gruzijski (gruz. დავით VI ნარინი, transliterirano: Davit VI Narini (Mlađi); 1225. – 1293.), iz dinastije Bagration, bio je kralj Gruzije od 1245. godine, do svoje smrti 1293. godine. Od 1253. godine vladao je nad gruzijskom vazalnom državom Kraljevinom Imeretijom kao David I.
Sin kraljice Rusudan i njenog supruga Giasa ad-Dina, okrunjen je 1230. godine u Kutaisiju kao zajednički suveren svoje majke. U strahu da će njezin nećak, David VII. Ulu pretendirati na prijestolje nakon njezine smrti, Rusudan ga je zatočila na dvoru njena zeta, sultana Kajhusrava II., te poslala sina Davida na mongolski dvor, kako bi dobio službeno priznanje za nasljednika. Umrla je 1245. čekajući povratak sina. Budući da su gruzijski plemići vjerovali da je David nestao, dvije godine kasnije, proglasili su Davida VII. Ulua, koji se nakon smrti Kajhusrava II. oslobodio zatočeništva, kraljem Gruzije. Gujuk-kan je 1248. godine priznao Davida kao mlađeg su-kralja svog rođaka Davida. Od tada je David VI. poznat kao Narin (Mlađi), a David VII. kao Ulu (Stariji). Zajednički su vladali do 1259. godine, kada je Narin neuspješno ustao protiv mongolskog jarma i potom pobjegao u Kutaisi, odakle je vladao zapadnom Gruzijom (Imeretijom) kao zaseban vladar. 1261. pružio je utočište Davidu Starijem, koji je zauzvrat pokušao okončati dominaciju Mongola. David Stariji je 1262. sklopio primirje s Mongolima i vratio se u Tbilisi, u istočnoj Gruziji. Oba vladara su vladala svojim dijelom kraljevstva, Kada se David VI. Narin predao Hulagu-kanu 1262. godine, postao je vazalom Ilkanata.
Razvio je prijateljske odnose sa Zlatnom Hordom i egipatskom dinastijom Bahri i odbio napade Ilkanata. Godine 1269. pružio je utočište Teguderu,  čagatajskom princu, rođaku Barak-kana, koji se pobunio protiv vladara Ilhanidskog Carstva, Abake-kana. Kada je Teguder počeo terorizirati gruzijsko stanovništvo, David se priklonio Abakinom generalu Širamunu Nojanu. Unatoč tome, Abaka je pokušao svrgnuti Davida uz pomoć Kahabera Kahaberidzea, gospodara Rače, te je poslao dvije ekspedicije na Imeretiju 1270-ih. David je uspio zadržati svoju neovisnost i pokušao obnoviti gruzijski utjecaj u Trapezuntskom Carstvu. U tu svrhu, pokušao je iskoristiti odsutnost Ivana II. Trapezuntskog u Carigradu 1282. godine, ali nije uspio preuzeti grad. Gruzijsci su zauzeli nekoliko teritorija i pomogli su Ivanovoj polusestri Teodori, kćeri gruzijske kraljice Rusudan, u naumu da preuzme prijestolje, ali su se 1285. iznenada dali u bijeg.
Umro je u Kutaisiju 1293. godine, a naslijedio ga je najstariji sin Konstantin I. Pokopan je u kapeli (eukterion - kuća molitve) sv. Andije u katedrali Rođenja Bogorodice u Gelatiju, istočno od južnog ulaza u crkvu.

## Brakovi i djeca
Bio je oženjen s Tamar, iz gruzijske plemićke obitelji Amanelisdze. Godine 1254. oženio se Teodorom, kćerkom bizantskog cara Mihaela VIII. Paleologa.
- Konstantin I. (s Tamarom)
- Mihael I. (s Tamarom)
- Vahtang II. (s Tamarom)
- Aleksandar (s Teodorom)

## Vanjske poveznice
- Povijest Gruzije od 13. do 15. stoljeća (en.)